# 易元吉

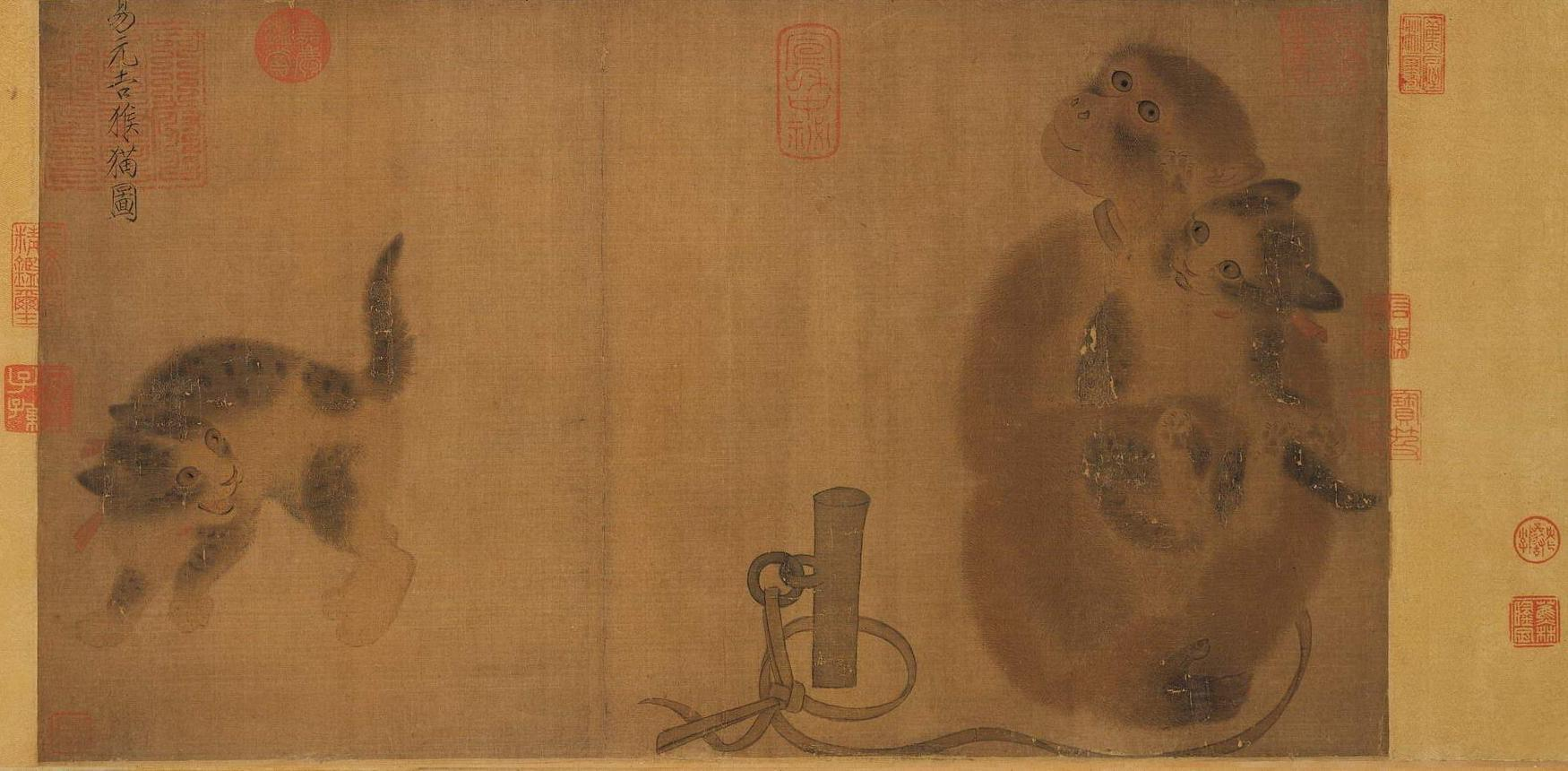
《猴猫图》，现藏台北故宫博物院。

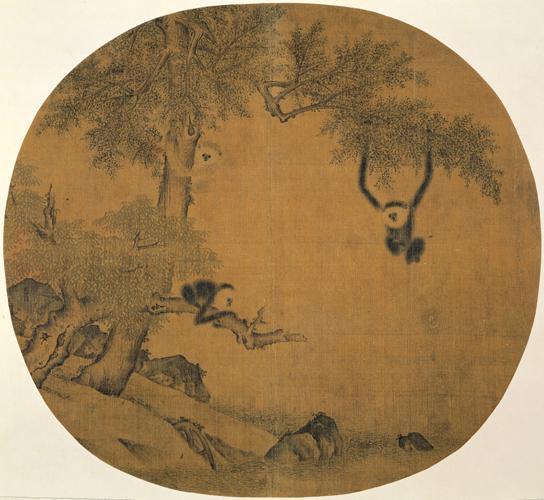
《吉乔柯猿挂图》

易元吉（约1000年—约1084年），字庆之，北宋画家。高罗佩称他尤其擅长画猿猴。

## 生平
出生于湖南长沙，曾得到宋英宗赏识，大部分画作藏于台北故宫博物院。

## 延伸阅读
[在维基数据编辑]
 在维基共享资源阅览影像